# Asylum Years
 (juin 2017).
Albums de Tom Waits
Swordfishtrombones
(1983) Rain Dogs
(1985)
Asylum Years est la deuxième compilation de l'auteur-compositeur, musicien et chanteur de blues, rock et jazz Tom Waits, sortie en 1984.
Initialement publiée en 2 vinyles de 10 titres chacun, elle est rééditée en CD remastérisé, dès 1986, avec une sélection de 14 des morceaux.
Asylum Years (en français : Les années Asylum), le titre de l'album, est une référence au label Asylum Records et la période à laquelle sont enregistrés les morceaux qui le composent.

## Liste des titres
Toutes les chansons sont écrites et composées par Tom Waits, sauf annotations.
|     | 'Face A'                                                              |      |
| A1. | Ol' 55                                                                | 3:47 |
| A2. | Martha                                                                | 4:12 |
| A3. | Rosie                                                                 | 3:46 |
| A4. | Shiver me timbers                                                     | 4:11 |
| A5. | San Diego serenade                                                    | 3:13 |
|     | 'Face B'                                                              |      |
| B1. | Diamonds on my Windshield                                             | 3:01 |
| B2. | (Looking for) The Heart of saturday night                             | 3:41 |
| B3. | The Ghosts of saturday night (After hours at Napoleone's pizza house) | 3:01 |
| B4. | Small Change                                                          | 4:48 |
| B5. | Tom Traubert's Blues                                                  | 6:02 |

|     | 'Face C'                                                               |      |
| C1. | Step Right Up                                                          | 5:16 |
| C2. | Burma Shave                                                            | 6:07 |
| C3. | Foreign Affair                                                         | 3:31 |
| C4. | Mr. Henry                                                              | 3:13 |
| C5. | The Piano Has Been Drinking                                            | 3:20 |
|     | 'Face D'                                                               |      |
| D1. | Potter's Field (Bob Alcivar)                                           | 8:03 |
| D2. | Kentucky Avenue                                                        | 4:27 |
| D3. | Somewhere (Stephen Sondheim, Leonard Bernstein) (From West Side Story) | 3:33 |
| D4. | On The Nickel                                                          | 6:05 |
| D5. | Ruby's Arms                                                            | 5:30 |

Toutes les chansons sont écrites et composées par Tom Waits, sauf annotations.
| Réédition CD remastérisée (Asylum Records, octobre 1986) | Réédition CD remastérisée (Asylum Records, octobre 1986)               | Réédition CD remastérisée (Asylum Records, octobre 1986) | Réédition CD remastérisée (Asylum Records, octobre 1986) | Réédition CD remastérisée (Asylum Records, octobre 1986) | Réédition CD remastérisée (Asylum Records, octobre 1986) | Réédition CD remastérisée (Asylum Records, octobre 1986) | Réédition CD remastérisée (Asylum Records, octobre 1986) | Réédition CD remastérisée (Asylum Records, octobre 1986) | Réédition CD remastérisée (Asylum Records, octobre 1986) |
| No                                                       | Titre                                                                  | Album original                                           | Durée                                                    |                                                          |                                                          |                                                          |                                                          |                                                          |                                                          |
| -------------------------------------------------------- | ---------------------------------------------------------------------- | -------------------------------------------------------- | -------------------------------------------------------- | -------------------------------------------------------- | -------------------------------------------------------- | -------------------------------------------------------- | -------------------------------------------------------- | -------------------------------------------------------- | -------------------------------------------------------- |
| 1.                                                       | Diamonds on My Windshield                                              | The Heart of Saturday Night, (1974)                      | 3:08                                                     |                                                          |                                                          |                                                          |                                                          |                                                          |                                                          |
| 2.                                                       | (Looking for) the Heart of Saturday Night                              | The Heart of Saturday Night, (1974)                      | 3:56                                                     |                                                          |                                                          |                                                          |                                                          |                                                          |                                                          |
| 3.                                                       | Martha                                                                 | Closing Time, (1973)                                     | 4:29                                                     |                                                          |                                                          |                                                          |                                                          |                                                          |                                                          |
| 4.                                                       | The Ghosts of Saturday Night (After Hours at Napoleone's Pizza House)  | The Heart of Saturday Night, (1974)                      | 3:14                                                     |                                                          |                                                          |                                                          |                                                          |                                                          |                                                          |
| 5.                                                       | Grapefruit Moon                                                        | Closing Time, (1973)                                     | 4:49                                                     |                                                          |                                                          |                                                          |                                                          |                                                          |                                                          |
| 6.                                                       | Small Change                                                           | Small Change, (1976)                                     | 5:05                                                     |                                                          |                                                          |                                                          |                                                          |                                                          |                                                          |
| 7.                                                       | Burma Shave                                                            | Foreign Affairs, (1977)                                  | 6:34                                                     |                                                          |                                                          |                                                          |                                                          |                                                          |                                                          |
| 8.                                                       | I Never Talk to Strangers (feat. Bette Midler)                         | Small Change, (1976)                                     | 3:41                                                     |                                                          |                                                          |                                                          |                                                          |                                                          |                                                          |
| 9.                                                       | Tom Traubert's Blues                                                   | Foreign Affairs, (1977)                                  | 6:34                                                     |                                                          |                                                          |                                                          |                                                          |                                                          |                                                          |
| 10.                                                      | Blue Valentines                                                        | Blue Valentine, (1978)                                   | 5:54                                                     |                                                          |                                                          |                                                          |                                                          |                                                          |                                                          |
| 11.                                                      | Potter's Field (Bob Alcivar)                                           | Foreign Affairs, (1977)                                  | 8:45                                                     |                                                          |                                                          |                                                          |                                                          |                                                          |                                                          |
| 12.                                                      | Kentucky Avenue                                                        | Blue Valentine, (1978)                                   | 4:51                                                     |                                                          |                                                          |                                                          |                                                          |                                                          |                                                          |
| 13.                                                      | Somewhere (Stephen Sondheim, Leonard Bernstein) (From West Side Story) | Blue Valentine, (1978)                                   | 3:53                                                     |                                                          |                                                          |                                                          |                                                          |                                                          |                                                          |
| 14.                                                      | Ruby's Arms                                                            | Heartattack and Vine, (1980)                             | 5:35                                                     |                                                          |                                                          |                                                          |                                                          |                                                          |                                                          |
| 70:31                                                    |                                                                        |                                                          |                                                          |                                                          |                                                          |                                                          |                                                          |                                                          |                                                          |

## Crédits
| - Tom Waits : piano, chant - Bill Goodwin (jazz drummer) : batterie - Greg Cohen : basse - Jim Hughart : contrebasse - Roland Bautista : guitare à douze cordes - Pete Christlieb : saxophone ténor - avec la participation de Bette Midler (chant) sur I Never Talk to Strangers | - Production : Dayton “Bones” Howe, Jerry Yester - Composition : Bob Alcivar, Leonard Bernstein, Tom Waits - Orchestration, arrangements : Bob Alcivar, Jerry Yester - Ingénierie : Dayton “Bones” Howe assisté de Geoff Howe - Mastering : Lee Herschberg - Artwork : John Baeder |